# Beckius becarii
Beckius becarii är en skalbaggsart som beskrevs av Raffaello Gestro 1876. Beckius becarii ingår i släktet Beckius och familjen Dynastidae. Utöver nominatformen finns också underarten B. b. ryusuii.

## Bildgalleri

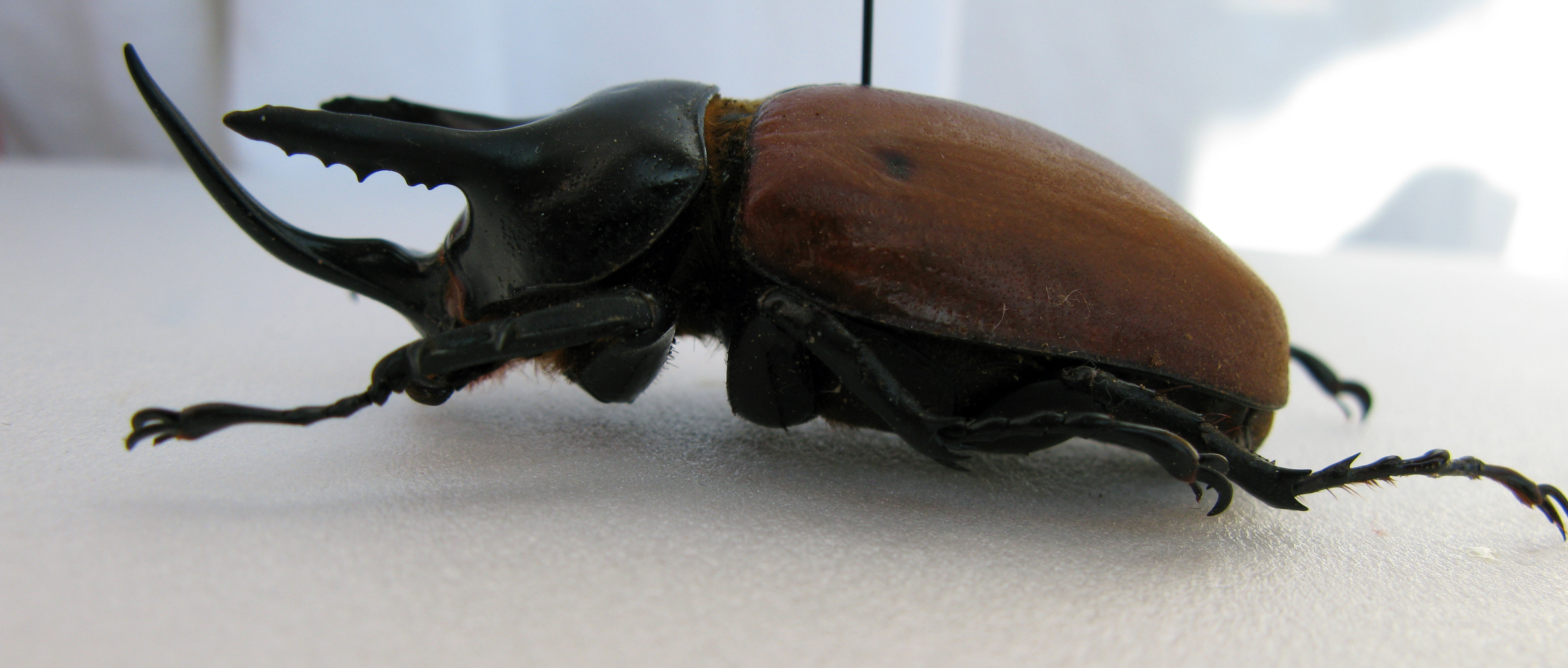
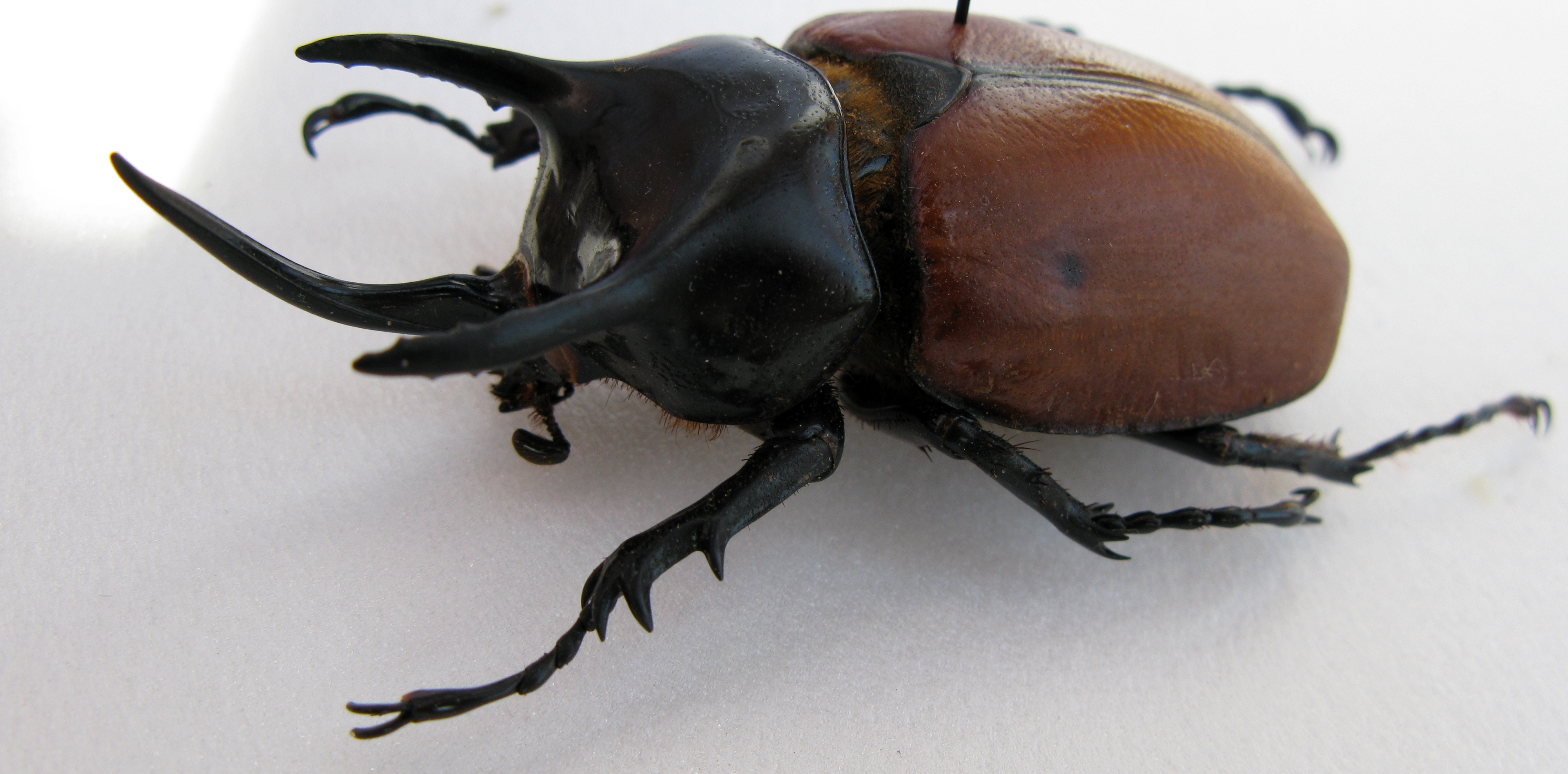